# Willi Domgraf-Fassbaender
Willi Domgraf-Fassbaender (Aix-la-Chapelle, 19 février 1897 - Nuremberg, 13 février 1978) est un baryton allemand.

## Biographie
Willi Domgraf-Fassbaender étudie d'abord à Berlin avec Jacques Stückgold et Paul Bruns, puis à Milan avec Giuseppe Borgati. Il débute dans sa ville natale en 1922, en Comte Almaviva dans Le nozze di Figaro.
Il chante alors à Berlin (1923-25), Dusseldorf (1925-27), Stuttgart (1927-30), avant de se joindre à la troupe de l'Opéra d'État de Berlin, où il est premier baryton de 1930 à 1948. Il parait aussi à Hanovre, Munich et Vienne.
Il est régulièrement invité au Festival de Glyndebourne dès sa fondation en 1934, ainsi qu'au Festival de Salzbourg, où il s'illustre dans les rôles mozartiens (Figaro, Don Giovanni, Guglielmo, La Flûte Enchantée). Il parait aussi à Amsterdam, Paris, Milan, Barcelone, etc. Également à son répertoire, Figaro, Rigoletto,  Luna, Renato, Marcello, Scarpia, Wolfram, Amfortas, Harlequin, etc.  
Parallèlement à sa carrière sur scène, il tourne de nombreux films musicaux, notamment L'invitation à la valse. Il épouse l'actrice Sabine Peters (1913-1982). 
Il devient régisseur de l'Opéra de Nuremberg en 1946, et est nommé professeur au Conservatoire de la même ville en 1954, où il formera entre autres, sa fille, la mezzo-soprano Brigitte Fassbaender.

## Filmographie
- 1932 : La fiancée vendue
- 1932 : Theodor Körner
- 1932 : L'Homme qui ne sait pas dire non
- 1933 : Ich will Dich Liebe lehren
- 1934 : Aufforderung zum Tanz
- 1937 : Des cœurs forts
- 1940 : Amour bruyant
- 1949 : Figaros Hochzeit

## Sources
- Alain Pâris, Le dictionnaire des interprètes, Robert Laffont, 1989  (ISBN 2-221-06660-X)